# Садлер, Адам
Адам Садлер (англ. Adam Sadler; род. 9 января 1980, Норт-Шилдс, Тайн-энд-Уир) — английский футбольный тренер. Входит в тренерский штаб шотландского клуба «Селтик» .

## Биография
Окончил средняя школу Эстли. В качестве футболиста выступал на позиции вратаря. В 1990-е играл в молодёжных составах таких клубов как «Ньюкасл Юнайтед», «Манчестер Юнайтед» и «Барнсли». На взрослом уровне пробовал свои силы в «Гретне» и «Блайт Спартанс», но в итоге профессиональным футболистом не стал.
В возрасте 21 года Садлер начал тренерскую деятельность, получив работу с детским тренером в «Ньюкасл Юнайтед» в 2001 году. После шести лет работы в клубе Садлер был назначен главным тренером резервной команды и помог команде выиграть Кубок Нортумберленда . После короткого периода работы в «Норвич Сити» под руководством Гленна Редера он вернулся в Северо-Восточную Англию, где был помощником тренера в «Блат Спартанс», «Нортумбрии» и «Гейтсхеде» .Позже Садлер получил должность в «Плимут Аргайл», став помощником главного тренера Питера Рида.
В августе 2011 года Садлер присоединился к «Манчестер Сити» в качестве тренера команды до 18 лет После двух лет в «Манчестер Сити» Садлер летом 2013 года заключил годичный контракт с симферопольской «Таврией», став наставником дублирующего состава. Под его руководством команда выступала в молодёжном первенстве Украины. Садлер фактически руководил командой в матче 1/16 финала Кубка Украины против «Славутича», когда за основную команду играл молодёжный состав. В феврале 2014 года команда под его руководством стала второй на турнире «Крымский подснежник».
Летом 2014 году Садлер вернулся на родину и присоединился к «Лестер Сити» в качестве тренера-аналитика под руководством Найджела Пирсона. В 2018 году Садлер вошёл в тренерский штаб Клода Пюэля. 26 февраля 2019 года, после увольнения Пюэля, Садлер и исполняющий обязанности главного тренера Майк Стоуэлл обеспечили домашнюю победу над «Брайтон энд Хоув Альбион» (2:1).
28 августа 2021 года Садлер присоединился к тренерскому составу сборной Северной Ирландии, одновременно продолжая работать в «Лестер Сити». В апреле 2023 года, после увольнения Брендан Роджерса, под руководством Садлера «Лестер» провёл две игры в Премьер-лиге. С назначением на пост главного тренера Энцо Марески, Садлер покинул «Лестер Сити» 30 июня 2023 года.
31 декабря 2023 года стало известно, что Садлер войдёт в тренерский штаб шотландского «Селтика», который возглавляет Брендан Роджерс.

## Личная жизнь
Живёт с девушкой по имени Сара. Воспитывает двух сыновей — Джека и Райана.